# Pedro González Menéndez
Pedro González Menéndez (Oviedo, 16 de noviembre de 1951–Madrid, 1 de enero de 2000) fue un comentarista deportivo de Televisión Española, célebre voz de las retransmisiones de carreras ciclistas de los años 90.

## Biografía
Estudió el Bachillerato en el Colegio Santo Domingo de Guzmán de Oviedo, trasladándose posteriormente a Madrid, donde se licenció en Periodismo. Comenzó en Radio Peninsular realizando reportajes, para pasar posteriormente a Radio Nacional de España (RNE) en 1974, donde se especializó en información deportiva, principalmente en ciclismo y fútbol.
En 1987 deja Radio Nacional de España (RNE) y se incorpora a televisión española (TVE), formando pareja profesional con Emilio Tamargo hasta 1994 y, a partir de este año, con el exciclista Pedro Delgado. Cubrió las pruebas más importantes del calendario ciclista mundial: Vuelta a España, Giro de Italia, Tour de Francia, campeonatos del mundo y juegos olímpicos.
Falleció en su domicilio de Madrid el 1 de enero de 2000, víctima de un infarto de miocardio.
Llevaba Asturias dentro allá donde iba y comentaba diariamente a los telespectadores los encantos de la tierra donde nació. Fue un embajador de Asturias en el mundo y el máximo impulsor de la subida ciclista al Angliru. Tanto fue así, que después de su muerte, la dirección de la Vuelta a España concedía el Premio Pedro González al ciclista que invertía menos tiempo en las etapas que transcurrían por Asturias.
En 2000 el Gobierno del Principado de Asturias le concedía, a título póstumo, la Medalla de Asturias en su categoría de plata.